# Asplenium neeanum
Asplenium neeanum là một loài dương xỉ trong họ Aspleniaceae. Loài này được Kunze mô tả khoa học đầu tiên năm 1837.
Danh pháp khoa học của loài này chưa được làm sáng tỏ.do sự quý hiếm của loại thục vật nàyhoặc do thiếu sự đánh giá bài bản của các nhà khoa học